# Österåsen, Östersunds kommun
Österåsen är en småort i Häggenås distrikt (Häggenås socken) i Östersunds kommun i Jämtlands län.